# Santuario di Fatima bint Musa
Il santuario di Fāṭima bt. Mūsā, detta Maʿṣūme (in persiano فاطمه معصومه‎), ossia "senza peccato", ma anche Haẓrat-e Maʿṣūmeh è dedicato alla memoria di una sorella dell'Imām ʿAlī ibn Mūsā al-Riḍā) ed è sito a Qom. È considerato dai musulmani sciiti uno dei principali luoghi santi, il secondo in Iran dopo il Santuario al-Kāẓimayn di Mashhad. 
Fāṭima bt. Mūsā era la sorella dell'ottavo Imām ʿAlī al-Riḍā e la figlia del settimo Imam Mūsā al-Kāẓim. Nell'islam sciita, le donne sono spesso grandemente venerate se parenti strette di uno degli Imam duodecimani. Fāṭima bt. Mūsā è quindi sommamente onorata e il suo santuario di Qom è considerato uno dei più importanti santuari sciiti, non solo in Iran. Ogni anno, migliaia di musulmani sciiti viaggiano fino a Qom per onorare la sua memoria e impetrarne le benedizioni.
Sono anche sepolte all'interno del santuario tre figlie del nono Imām duodecimano Muhammad al-Taqi, detto al-Jawād.

## Caratteristiche
La moschea è costituita da una camera sepolcrale, tre cortili e tre grandi sale di preghiera, per un totale di una superficie di 38.000 m2. Le tre sale di preghiera si chiamano: Tabātabā'ī, Bālā Sar, e A‘dham.

## Storia del santuario

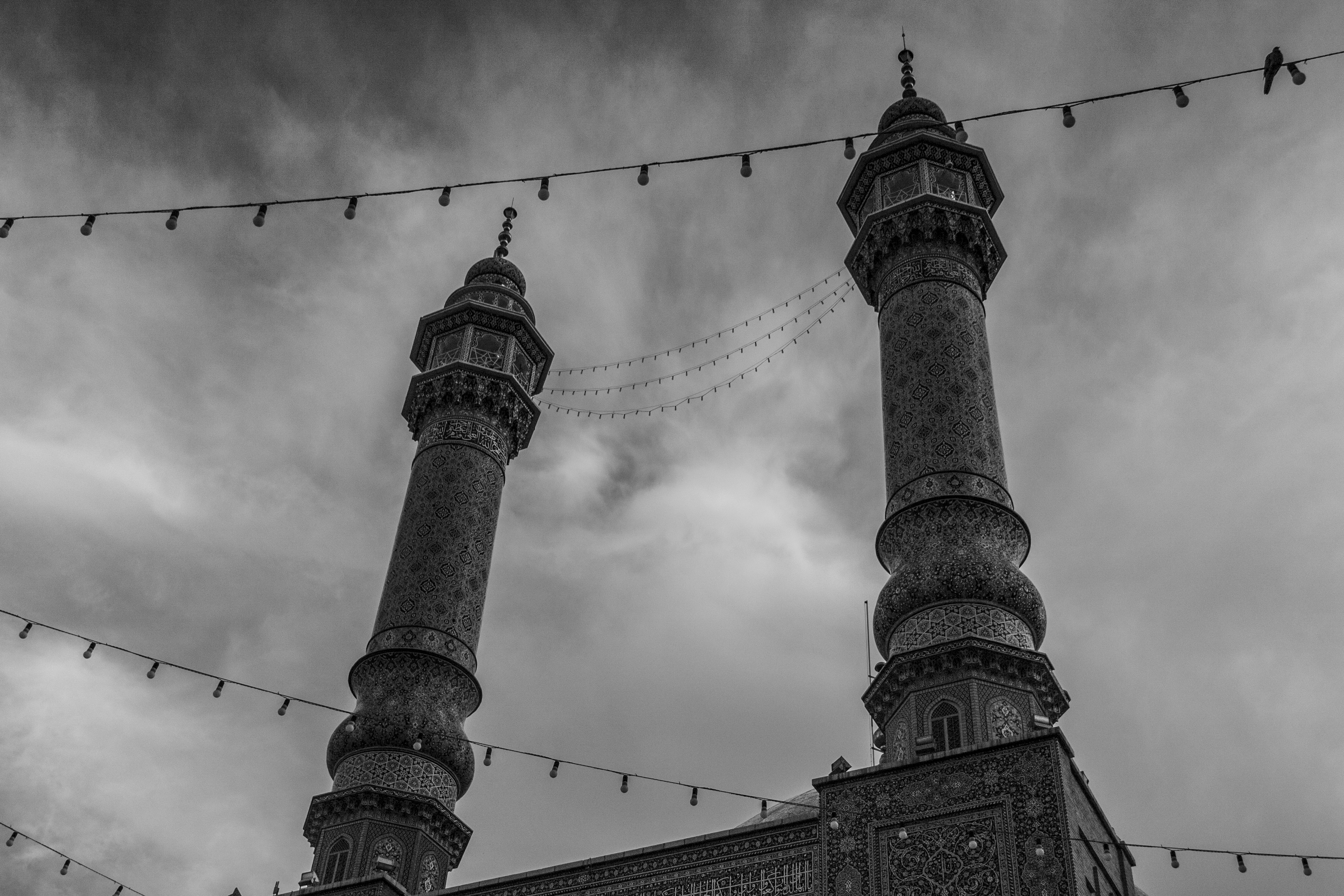

### Storia antica
Fin dall'inizio della storia di Qom nel VII secolo, la città è stata associata allo sciismo e ha messo a parte il califfato sunnita. Molti ḥadīth sciiti considerano Qom come un "luogo di rifugio per i credenti", definendolo un luogo profondamente religioso. Dopo la morte di Fāṭima bt. Mūsā e la costruzione del suo Santuario, gli studiosi hanno cominciato a riunirsi in Qom e la città ha guadagnato la sua reputazione per la qualità del suo insegnamento religioso, per cui è ancor oggi apprezzata e nota.
Fāṭima bt. Mūsā morì a Qom nel 816 d.C. viaggiando per raggiungere il fratello, l'Imam ʿAlī al-Riḍā di Khorasan. La carovana con cui ha viaggiato venne attaccata a Saveh dai nemici agli sciiti, e 23 membri della famiglia di Fāṭima bt. Mūsā e gli amici vennero uccisi (Jaffer). Fāṭima bt. Mūsā è stata poi avvelenata da una donna dei nemici, si ammalò, e ha chiesto di essere portata a Qom, dove morì. Fatima Masumeh è stata inumata a Qom in un suo appezzamento di terra.
Lo stile del Santuario di Fāṭima bt. Mūsā si è sviluppato nel corso dei secoli. In un primo momento, la sua tomba era coperta da un baldacchino di bambù. Cinquant'anni dopo esso fu sostituito da una struttura a cupola più durevole, su richiesta della figlia dell'Imām Muḥammad al-Taqī, Sayyida Zaynab. La famiglia di Sayyida Zaynab ha poi aggiunto altre due cupole al Santuario. Questi progetti architettonici segnano l'inizio del patronato femminile della tomba di Fāṭima bt. Mūsā.

### Periodo safavide
Nel 1519, Tāj Khanūm, la moglie di Shāh Ismāʿīl I, commissionò un progetto per migliorare il drenaggio intorno al Santuario, impreziosendo il Santuario con un Iwān e due minareti, e ricostruendo la camera di sepoltura come una cupola a ottagono. Durante la dinastia safavide, le donne di questa famiglia sono state molto attive nell'abbellire il Santuario. In tempo di guerra, le donne reali dei Safavidi hanno trovato rifugio a Qom, e probabilmente hanno confrontato la loro situazione con quella di Fāṭima Maʿṣūmeh. Queste donne hanno donato splendidi tessuti e altri oggetti al Santuario. Lo Shāh safavide Shāh ʿAbbās I non patrocinò il Santuario di Fāṭima bt. Mūsā a sufficienza come aveva fatto per altri santuari degli Imam, ma offrì libri alla biblioteca del Seminario del Santuario. Nel corso degli anni, molti Safavidi di nascita reale sono stati sepolti nei pressi del Santuario.

### Storia moderna

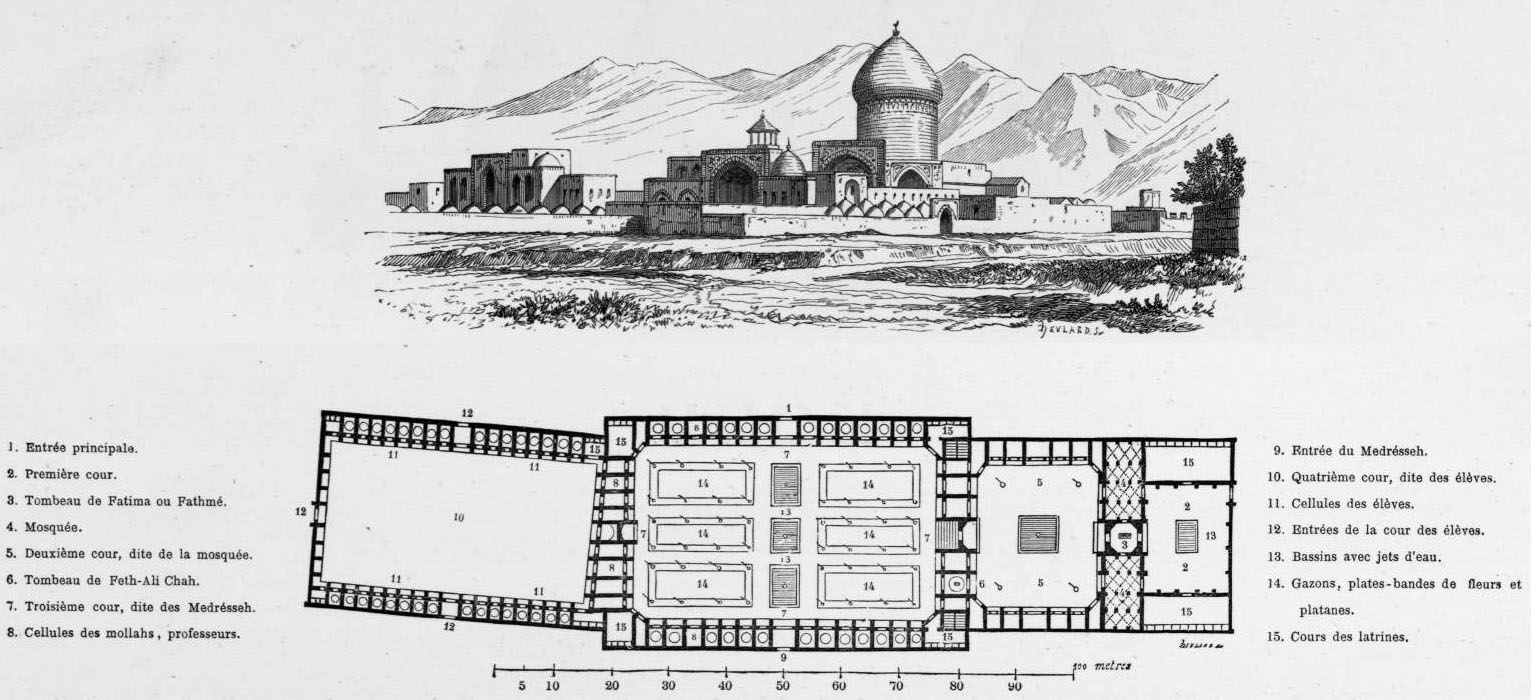
Un disegno del 1840 di Pascal Coste

Dal 1795-1796, Fatḥ ʿAlī Shah, sovrano Qajar convertì due saḥn, o cortili safavidi, in un unico grande cortile e, nel 1803, creò la cupola dorata. Nel 1883, Amin al-Sultan ha aggiunto il nuovo saḥn-e jadid o "nuova corte" per il complesso del santuario.
Nella Rivoluzione iraniana del 1970 guidata dall'Ayatollah Khomeini, Qom è stata chiamata come "luogo di nascita" di questo movimento. Khomeini ha studiato a Qom e vi ha vissuto all'inizio e alla fine della Rivoluzione. Gli aspetti della cultura di Qom, tra cui il Santuario di Fāṭima bt. Mūsā, sono stati impiegati per unire il popolo iraniano oltre i significativi eventi storici e mitici. Khomeini ha usato le immagini del Santuario di Fāṭima bt. Mūsā in manifesti, banconote e timbri creati durante la Rivoluzione. Khomeini ha anche fatto aggiungere più spazio per i pellegrini al Santuario di Fāṭima Maʿṣūmeh. Inoltre, la tomba di Khomeini a Teheran utilizza elementi architettonici assai simili a quelli presenti nel Santuario di Fāṭima Maʿṣūmeh, come la cupola dorata, caratteristica questa d'altronde di molte altre moschee di età safavide.

## Visita al santuario

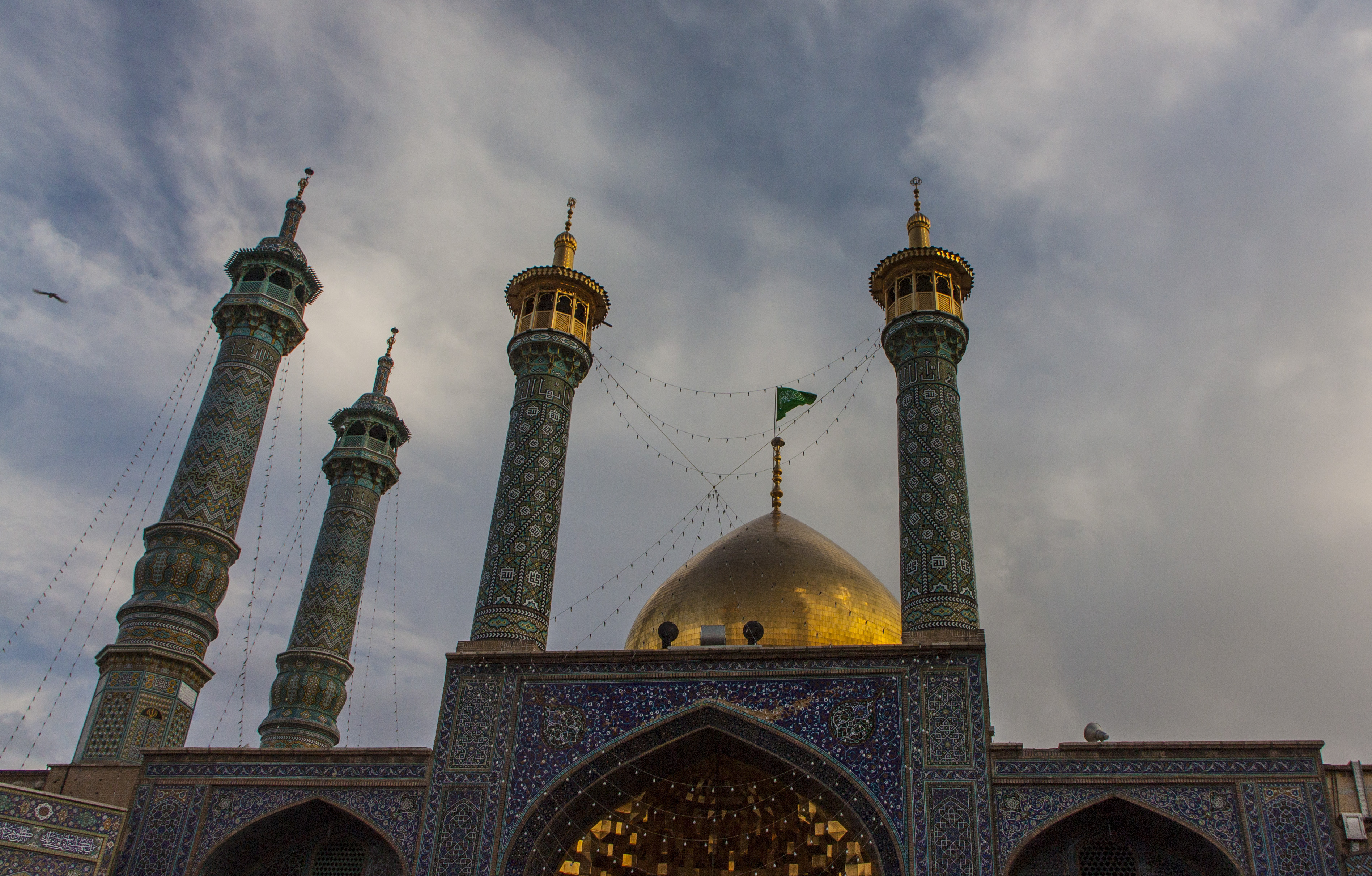
La cupola dorata sovrastante il mausoleo e i minareti

Anche se la teologia sciita afferma formalmente che i parenti degli Imam, di Imamzadeh, sono in possesso di uno status inferiore a quello degli Imam, nello sciismo popolare ancora si venerano fortemente gli Imamzadeh. In Iran, ci sono molti luoghi di sepoltura dei parenti degli Imam che per gli Imam stessi. Gli Imamzadeh sono considerati per essere vicini a Dio e dei religiosi pii a causa della loro stretta relazione con l'imam. Gli sciiti comunemente eseguono un pellegrinaggio ai santuari degli Imamzadeh, come nel caso del Santuario di Fāṭima bt. Mūsā a Qom. Gli uomini e le donne impetrano in questi siti cure per i loro disturbi, soluzioni per i loro problemi, nonché il perdono dei loro peccati. Molti ḥadīth, o itradizioni di valore legale o etico, sono attribuiti agli Imam sciiti che lodano la venerazione di Fāṭima Maʿṣūmeh, proclamando che quanti eseguono un pellegrinaggio al suo Santuario saranno "certamente essere ammessi in Cielo."
Il santuario di Fāṭima bt. Mūsā di Qom è affollato ogni giorno dell'anno da sciiti di ogni sesso ed età, provenienti da tutto il mondo, oltre che da visitatori. Alcuni devoti si fermano per ore o giorni a pregare nella moschea, muovendosi piamente attorno alla sua tomba. L'economia di Qom fa affidamento su questo pellegrinaggio per il turismo che comporta. A sua volta, Qom è rimasta conservatrice e tradizionale per mantenere un ambiente pio per i pellegrini. Molti miracoli sono stati registrati in questo santuario, e sono documentati in un apposito ufficio all'interno del complesso del santuario. Alcuni sono pubblicati nel giornale mensile dei santuari, il Payam-e Astan.
I pellegrini al Santuario seguono rituali che sono stati tramandati da secoli. L'Imām ʿAlī al-Riḍā, fratello di Fāṭima bt. Mūsā, ha specificato le modalità di esecuzione di questi atti rituali come ha descritto il modo in cui si deve visitare il suo Santuario. La preghiera dell'Imām al-Riḍā, dettata alla sorella, continua a far parte del rituale del pellegrinaggio. Sin dal periodo safavide, sono stati aggiunti rituali che ora sono tipici dei numerosi pellegrinaggi sciiti, compreso il lavaggio rituale in anticipo effettuato sul cadavere, il vestirsi con abiti profumati, ed entrare nel sito con il piede giusto.

## Sepolture importanti

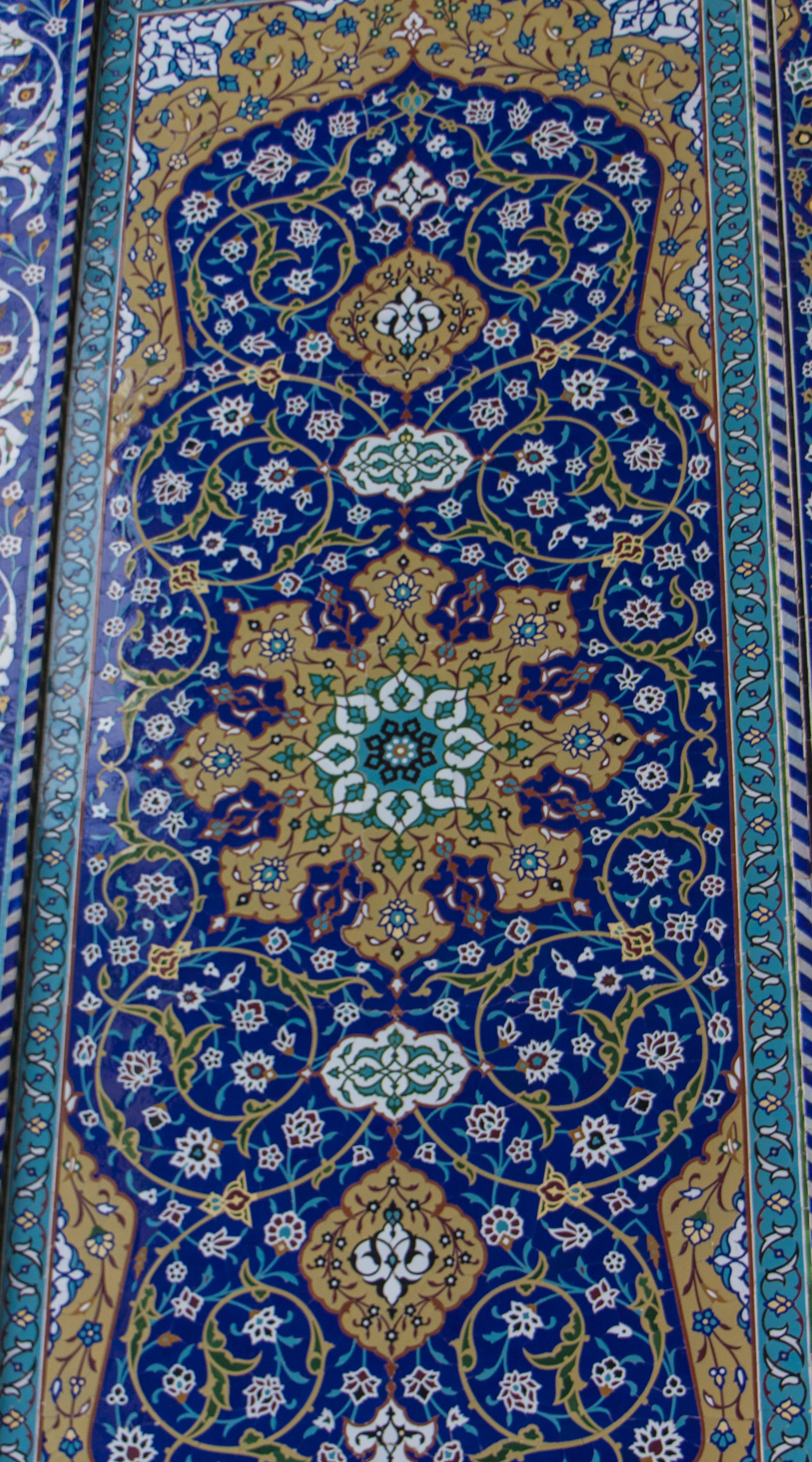
Decorazione a piastrelle in ceramica invetriata

### Reali
- Shah Safi (1611–1642), Sovrano della Persia (1629–42)
- Shah Abbas II (1632–1666), Sovrano della Persia (1642–66)
- Shah Suleiman I (1647–1694), Sovrano della Persia (1666–94)
- Shah Sultan Hossein (1668–1726), Sovrano della Persia (1694–1722)
- Shah Abbas III (d. 1739), Sovrano della Persia (1732–36)
- Fath-Ali Shah (1772–1834), Sovrano della Persia (1797–1834)
- Mohammad Shah (1808–1848), Sovrano della Persia (1834–48)
- Mahd-e Olya (1805–1873), madre di Nasser al-Din Shah Qajar
- Kamran Mirza (1856–1927), principe Qajar e governatore di Teheran

### Figure politiche
- Manouchehr Khan Gorji Mo'tamed od-Dowleh (m. 1847), Governatore di Isfahan
- Farrokh Khan Amin od-Dowleh (1814–1871), Ambasciatore persiano in Francia e in Gran Bretagna
- Anoushirvan Khan (Shir Khan) Qajar Qovanlou 'ʿEyn ol-Molk' 'Etezad od-Douleh' (-1868), khan salar, Governatore-Generale del Mazandaran, Gorgan e Astarabad, Qazvin, Khouzestan e Mahallat, feldmaresciallo, due volte pronipote di Fatḥ ʿAli Shāh
- Mirza Ali-Asghar Khan Amin os-Sultan (1843–1907), Primo ministro (1887–96) e nel (1907)
- Mirza Ahmad Khan Moshir os-Saltaneh (1844–1919), Primo ministro (1907–08)
- Mirza Hassan Khan Mostowfi ol-Mamalek (1874–1932), Primo ministro (1910–11, 1914–15, 1917, 1923, e 1926–27)
- Hassan Vosough (1873–1950), Primo ministro (1909–10, 1911, e 1916–17)
- Ahmad Qavam (1876–1955), Primo ministro (1921, 1922–23, 1942–43, 1946–47, e 1952)
- Hossein Dadgar Adl ol-Molk (1881–1971), Presidente del Majles (1928–35)
- Mohammad-Vali Qareni (1913–1979), Generale
- Mehdi Eraqi (1930–1979), uno dei fondatori dei Fadayan-e Islam
- Mehdi Bazargan (1907–1995), Primo ministro (1979)

### Letterati
- Yusef Etesami Ashtiani (1874–1938), scrittore e traduttore
- Parvin Etesami (1907–1941), poetessa

### Religiosi

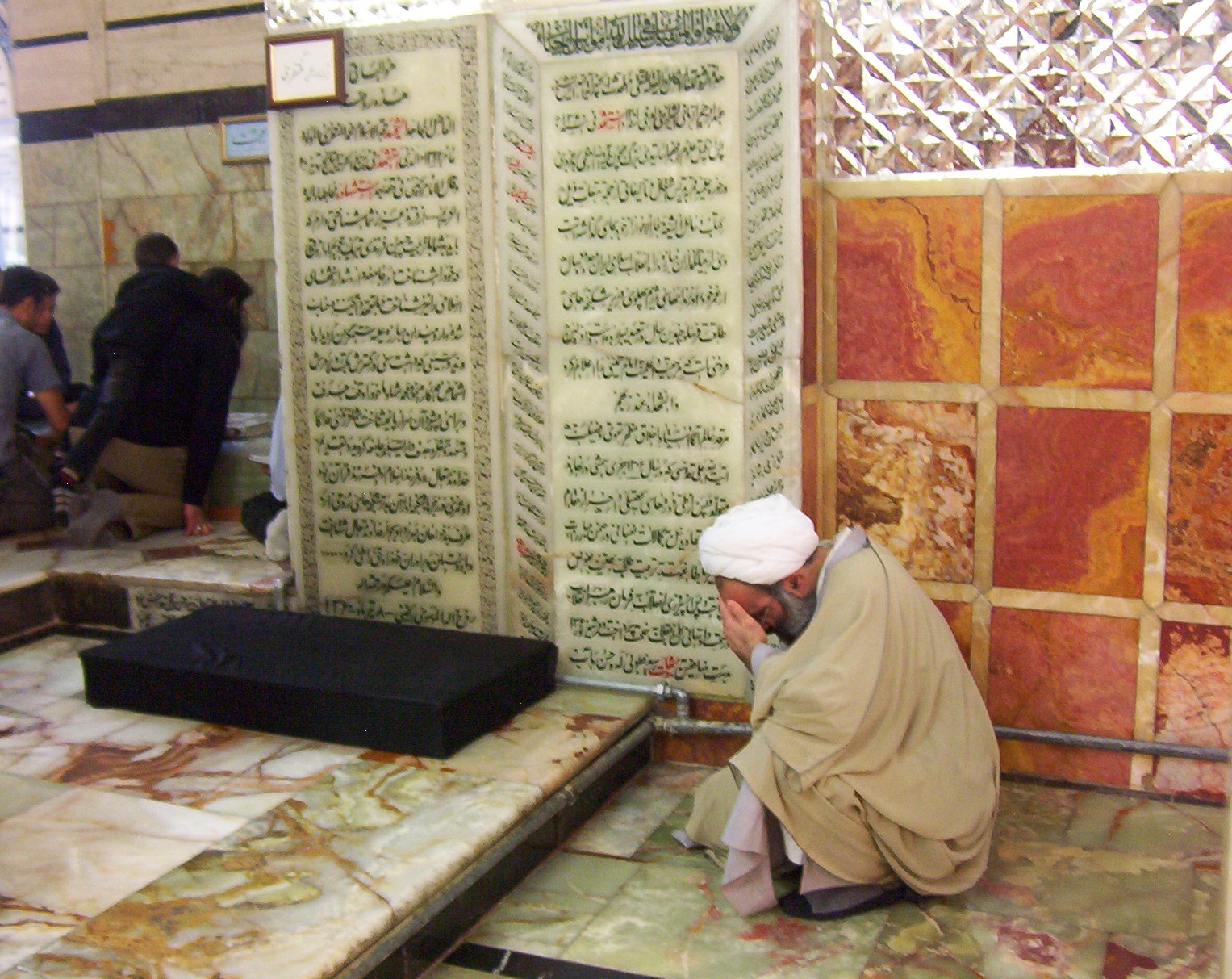
La Tomba di Hossein-Ali Montazeri

- Qotbeddin Ravandi (d. 1177), religioso di epoca medievale
- Fazlollah Nuri (1843–1909), religioso
- Abdolkarim Haeri Yazdi (1859–1937), religioso
- Mohammad-Taghi Khansari (1888–1952), religioso
- Sadreddin Sadr (1882–1954), religioso
- Hossein Borujerdi (1875–1961), religioso (traslato poi nella Moschea di al-Khomeyni a Tehran)
- Morteza Motahhari (1920–1979), religioso
- Mohammad Mofatteh (1928–1979), religioso
- Mohammad-Hosseinn Tabatabaei (1904–1981), religioso
- Ali Qoddusi (1927–1981), religioso
- Shahabeddin Mar'ashi Najafi (1897–1990), religioso
- Mohammad-Reza Golpaygani (1898–1993), religioso
- Mohammad Ali Araki (1894–1994), religioso
- Sadegh Khalkhali (1926–2003), religioso ("Eichmann dell'Iran")
- Mohammad-Taqi Behjat Fumani (1913–2009), religioso
- Hossein-Ali Montazeri (1922–2009), religioso

## Galleria d'immagini

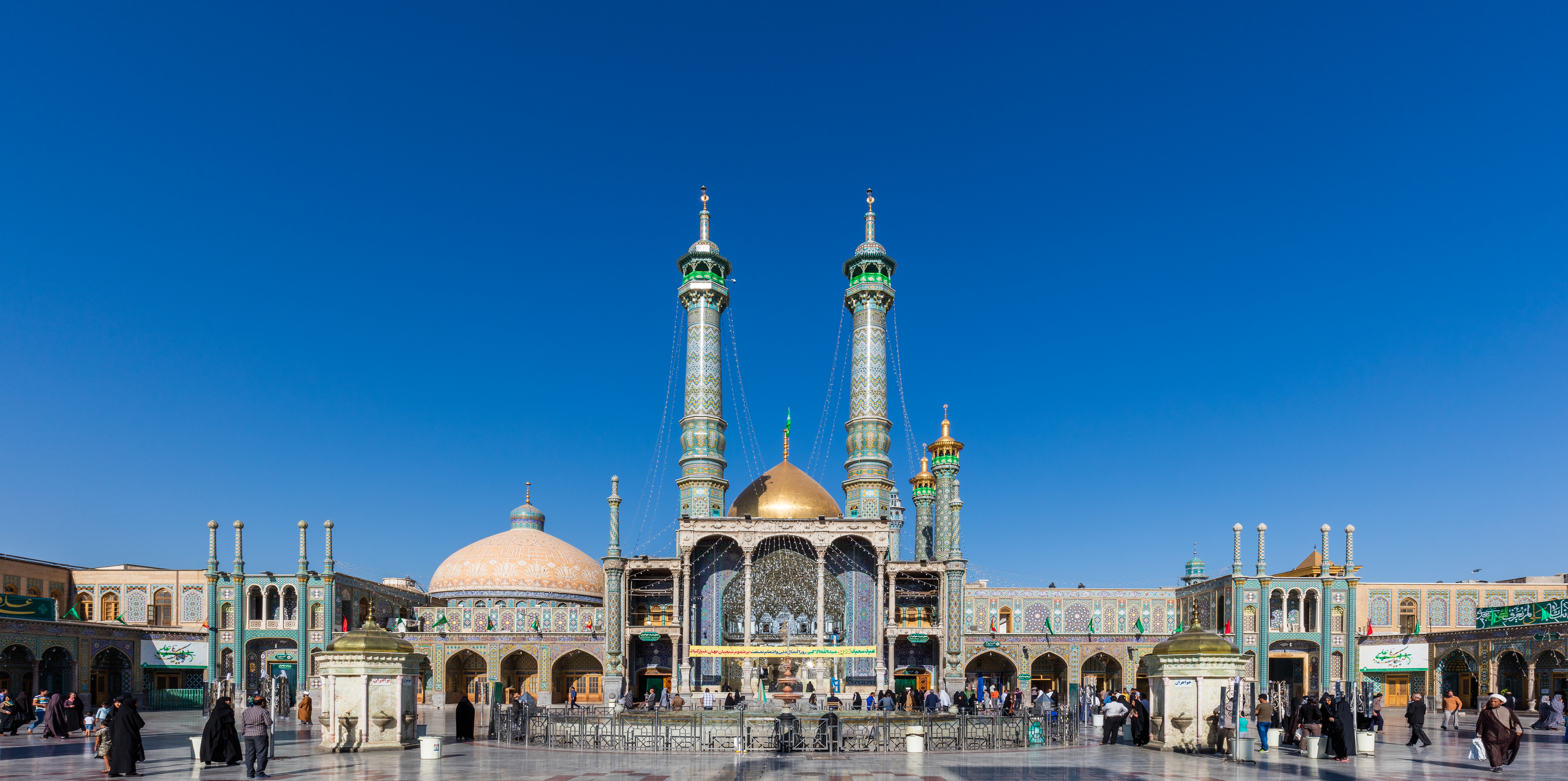
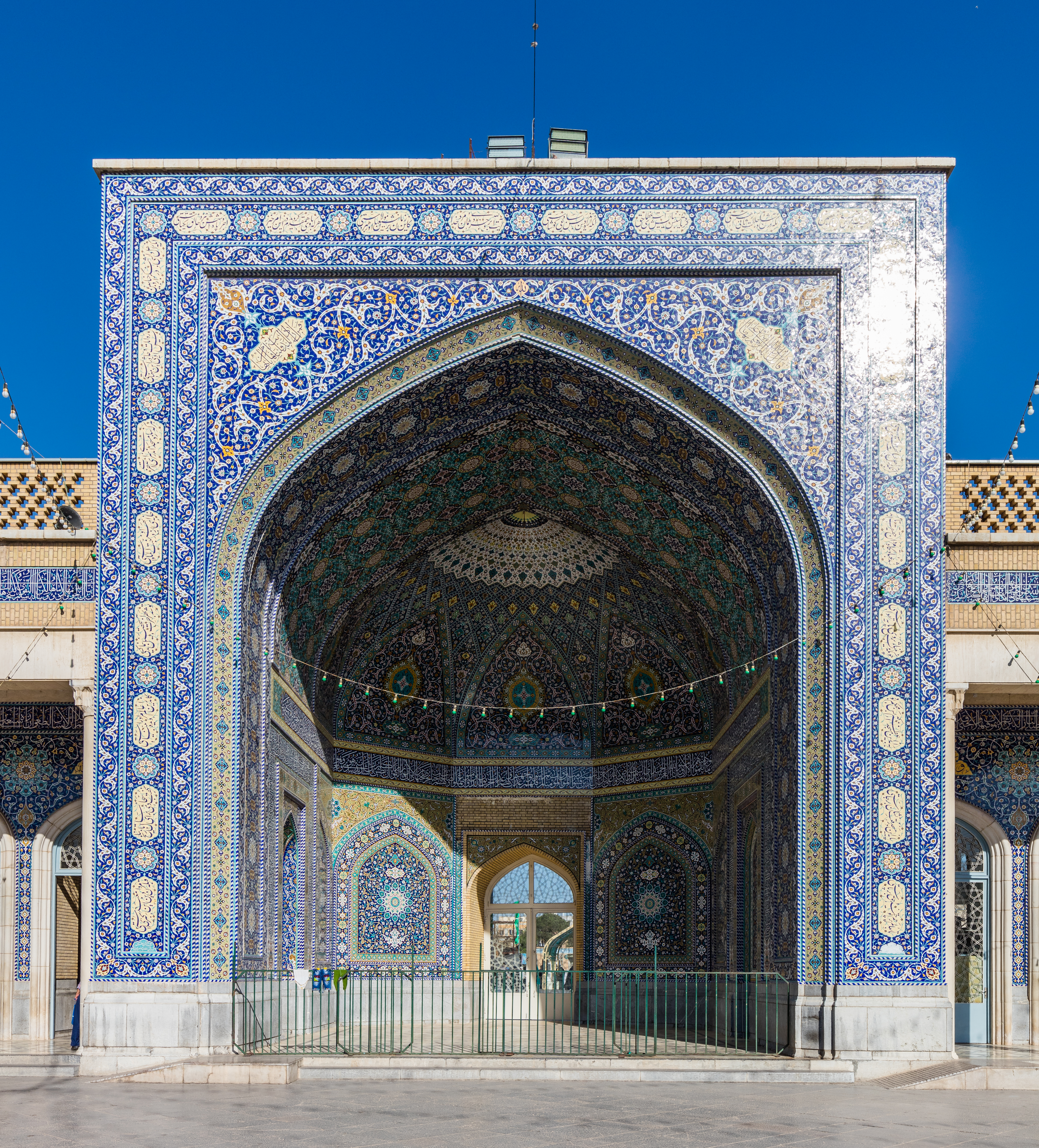
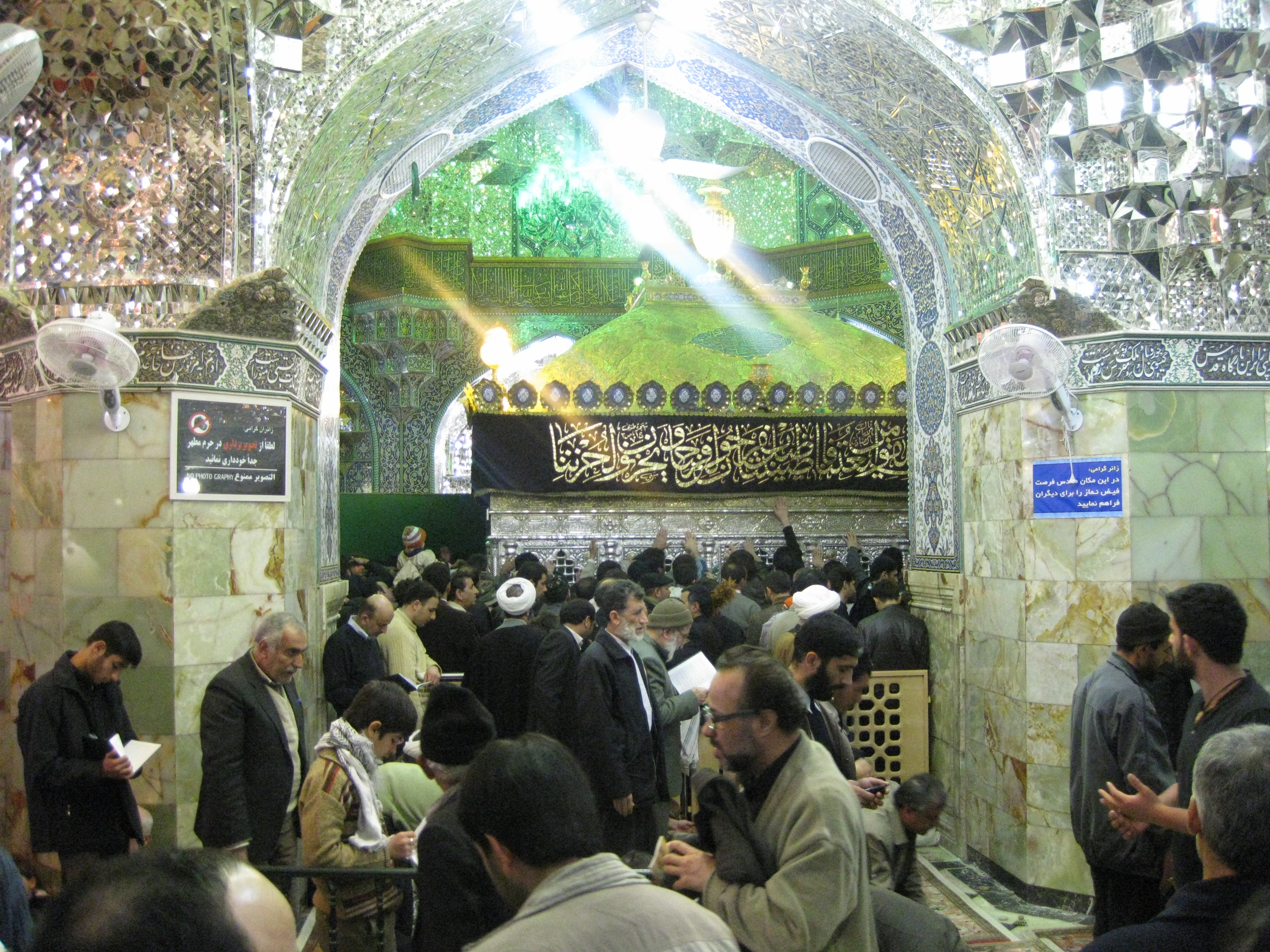
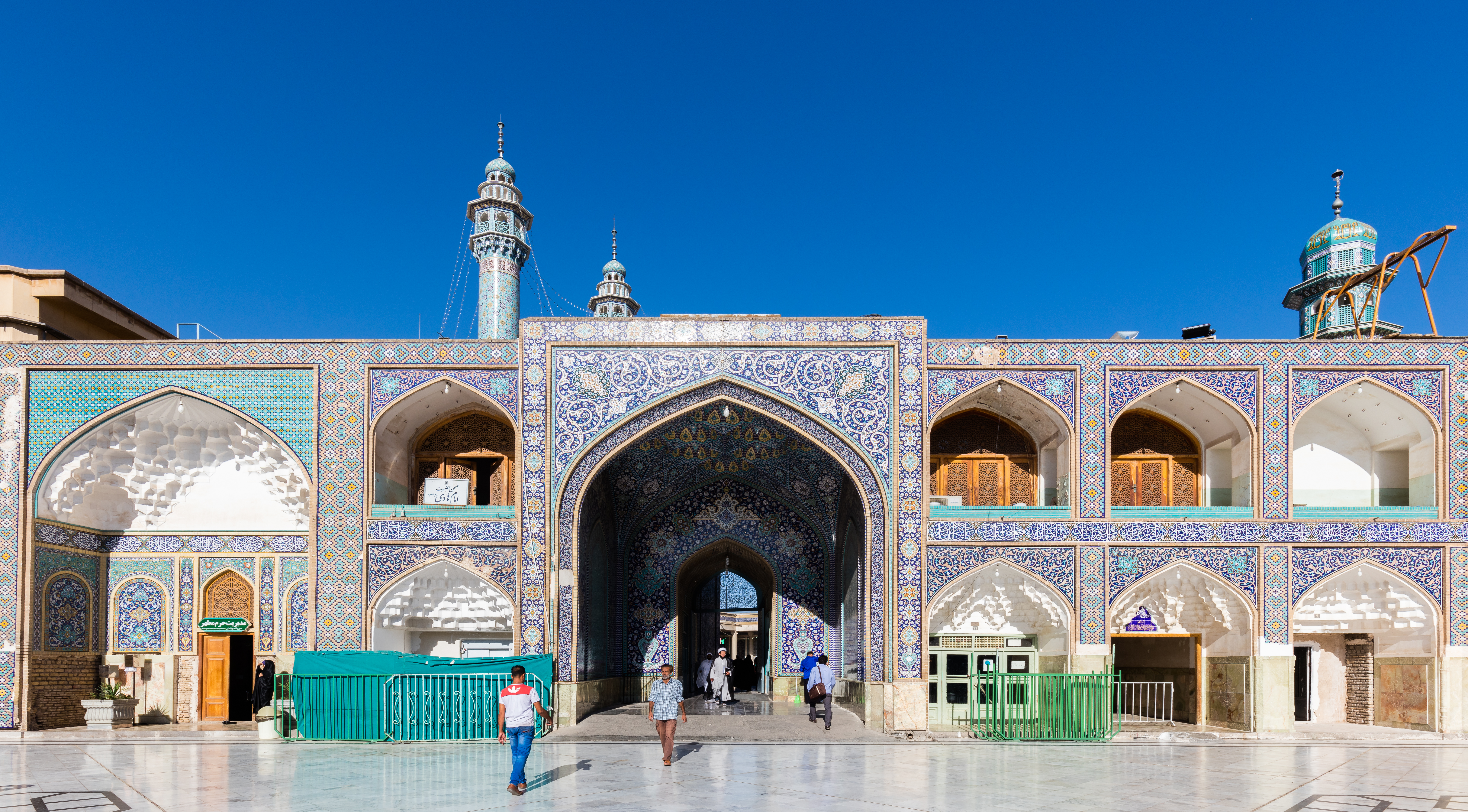
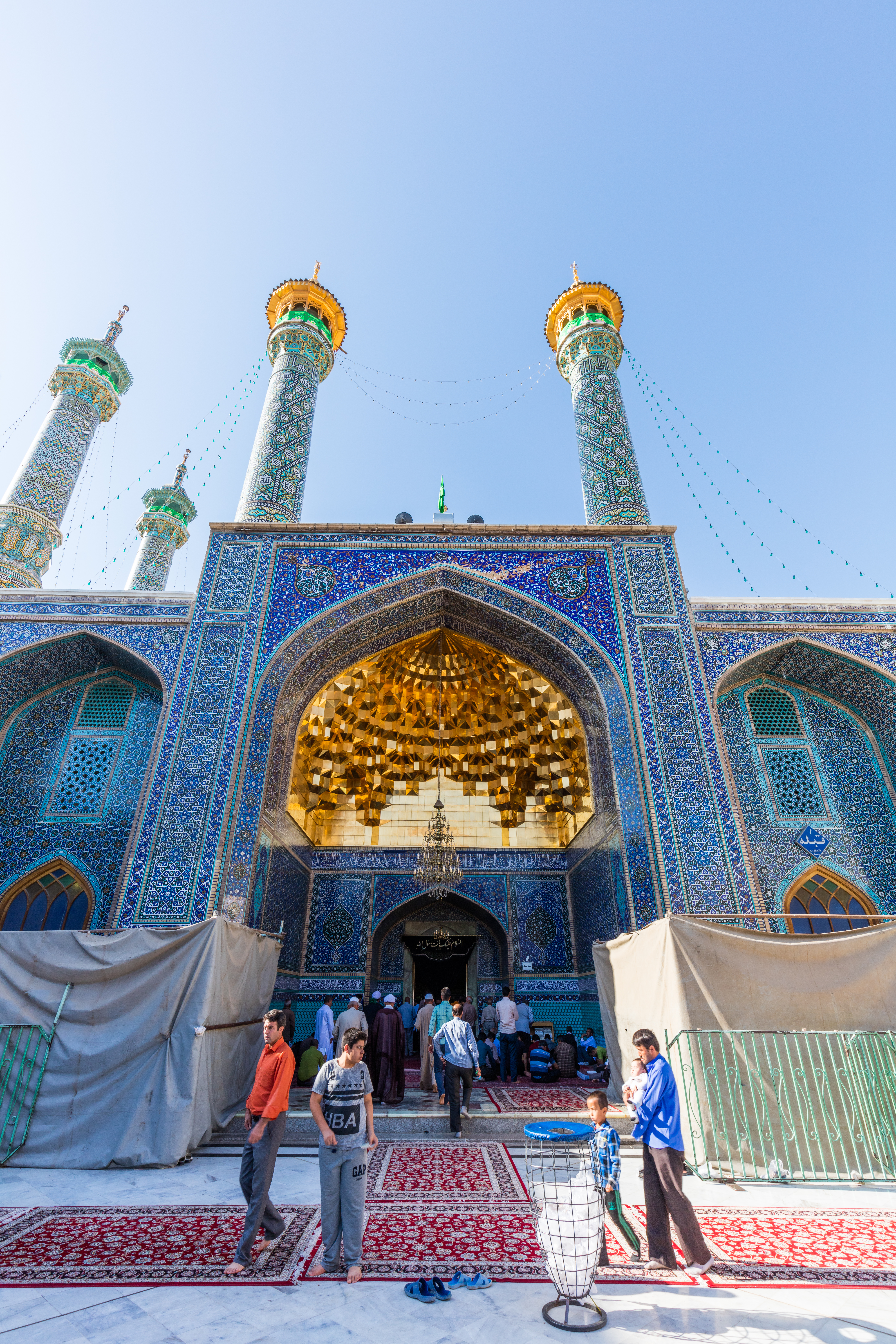
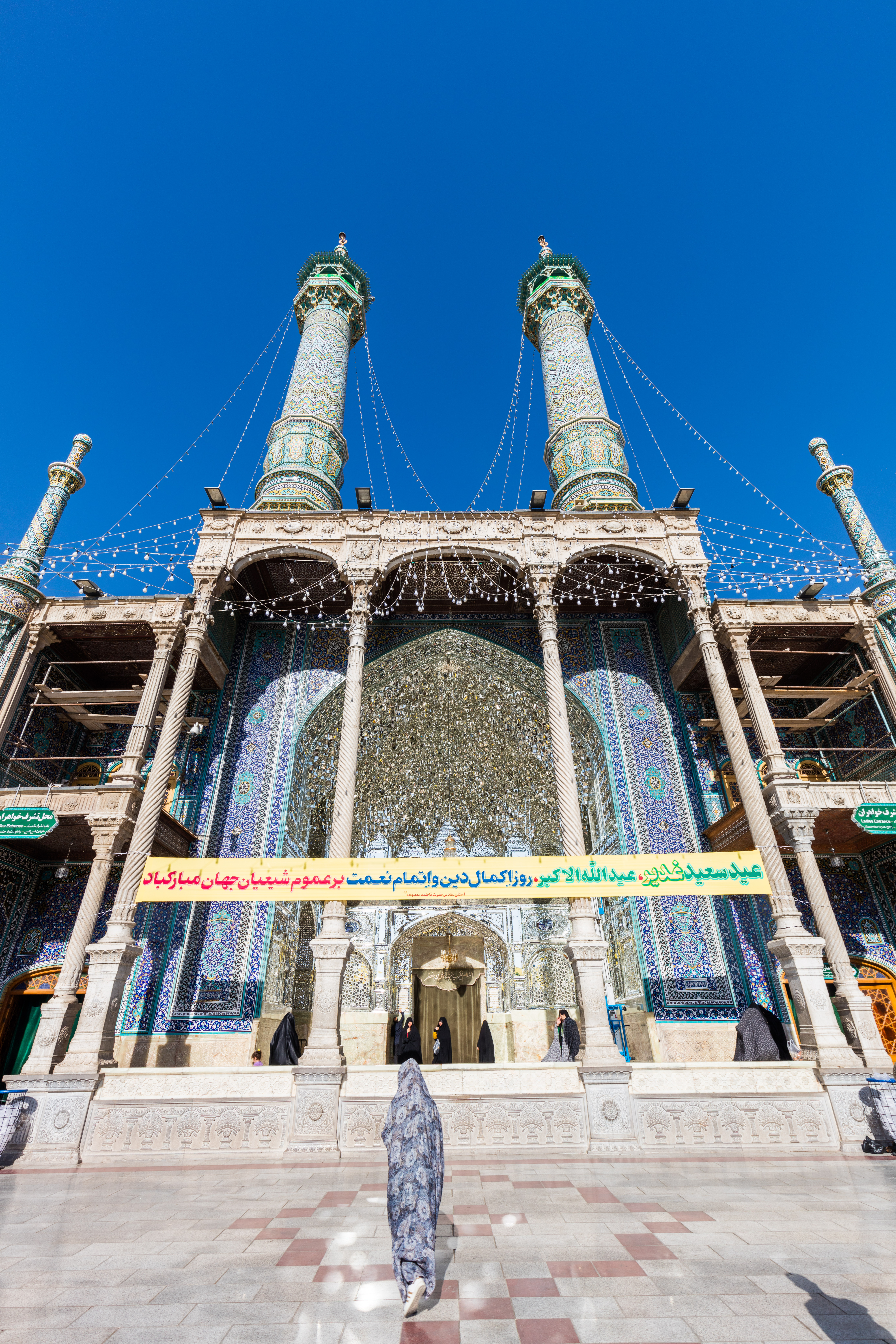
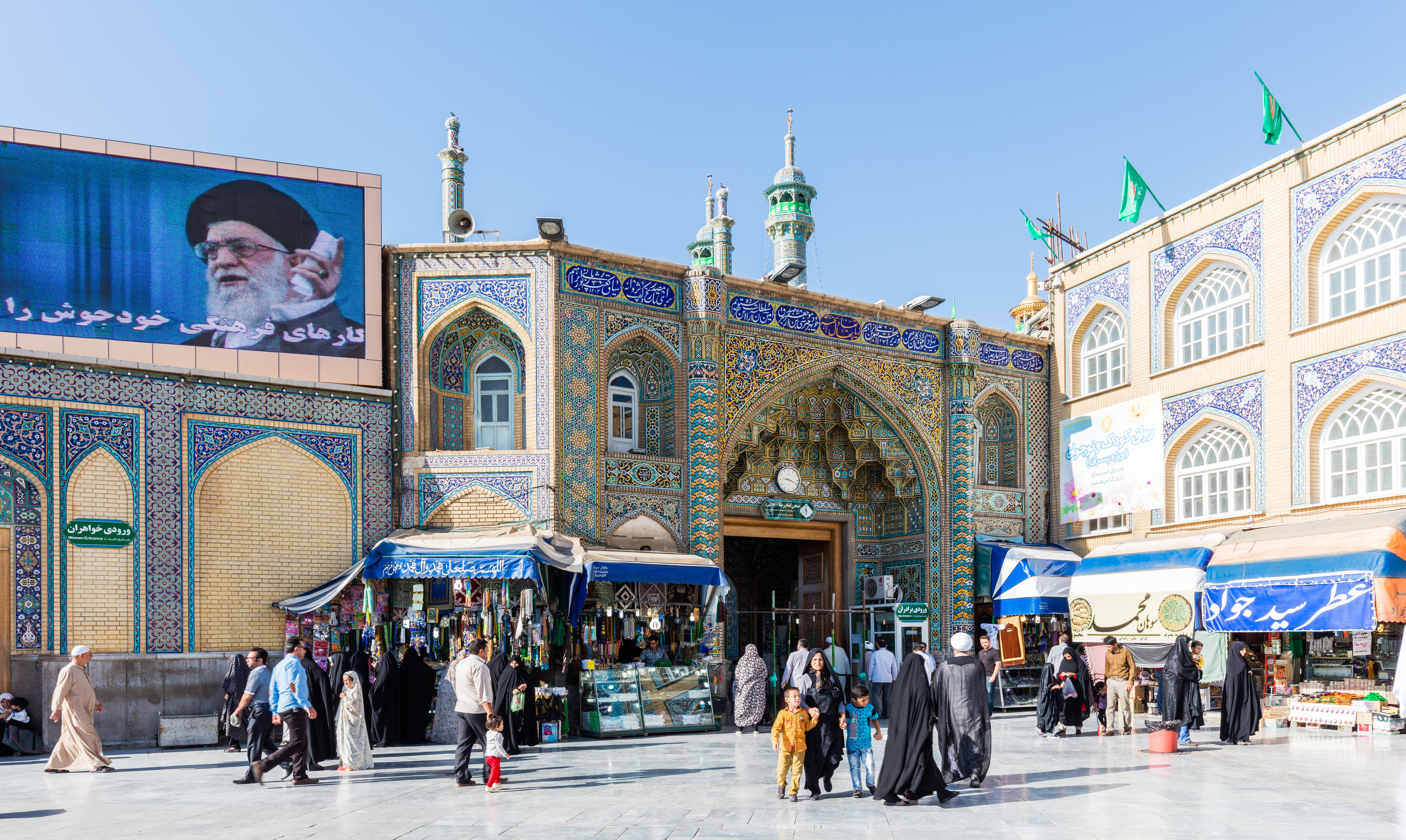
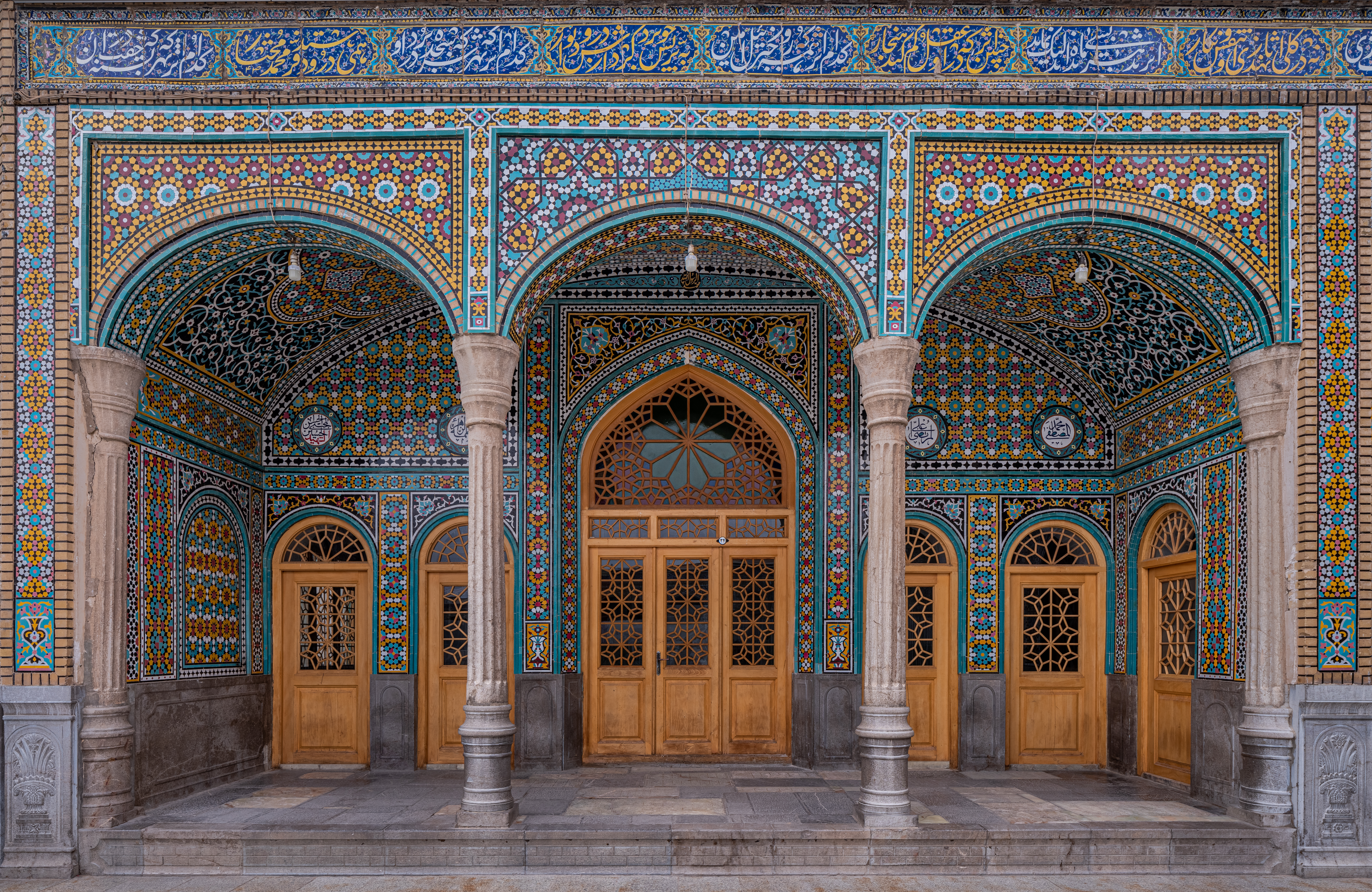
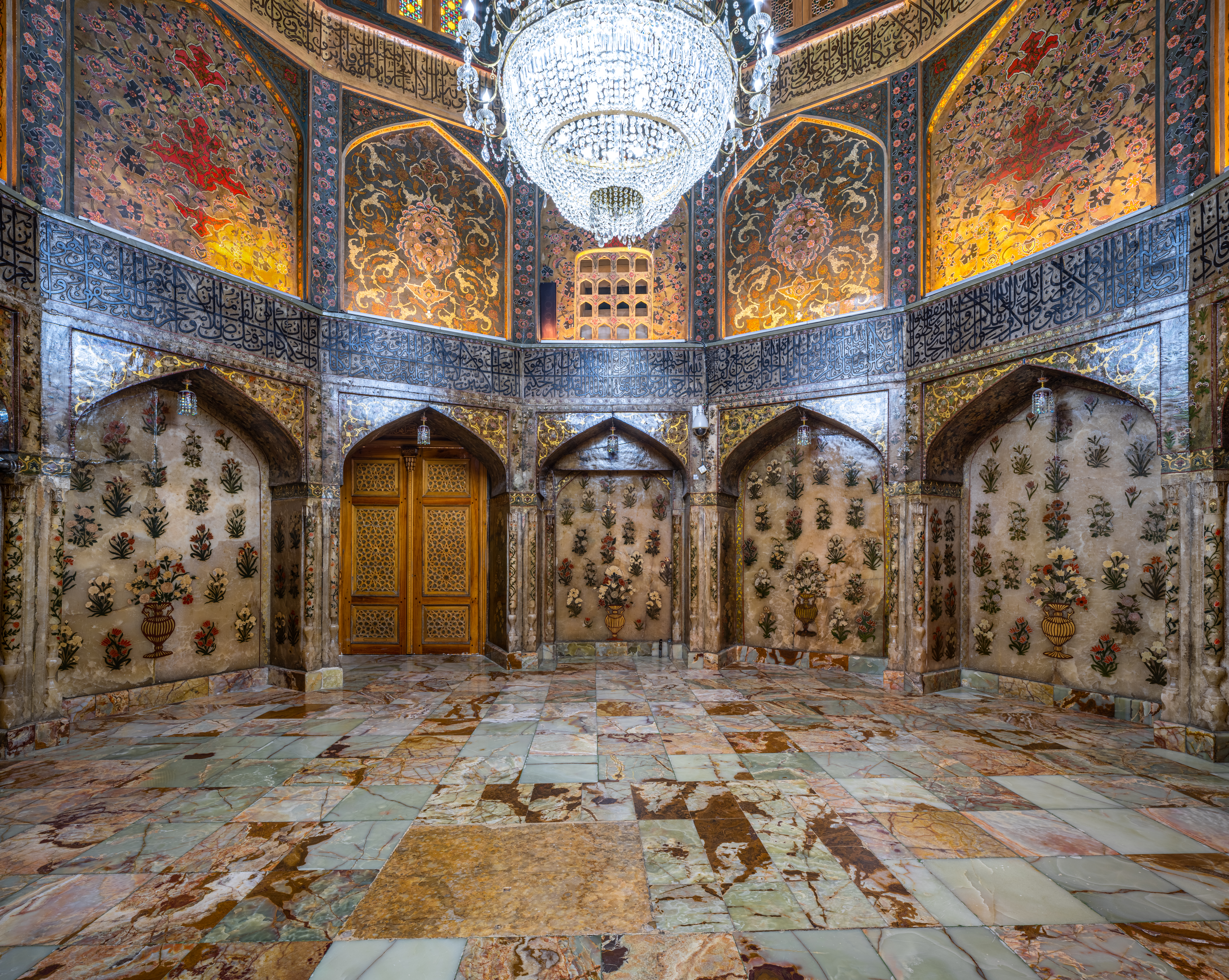
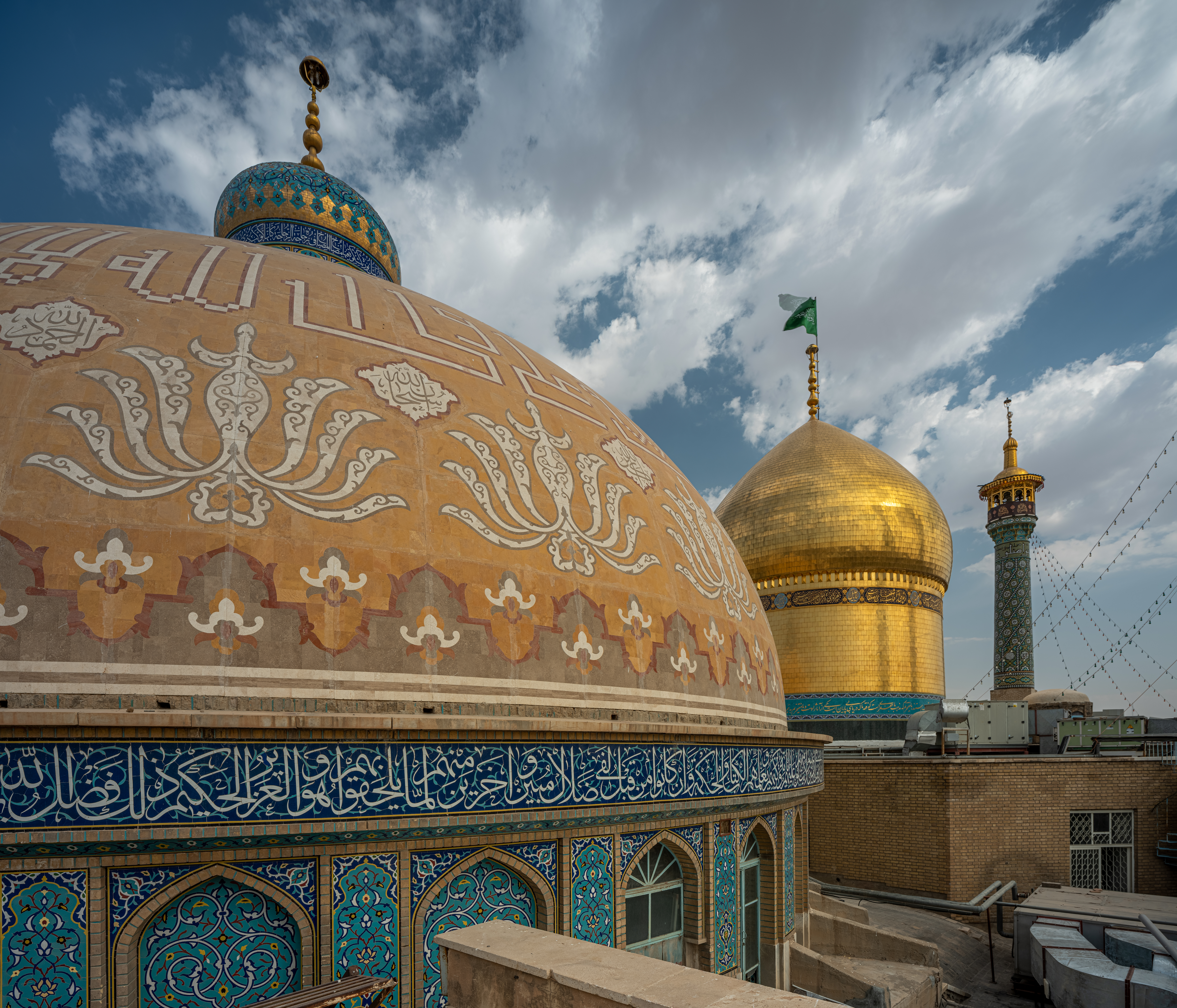
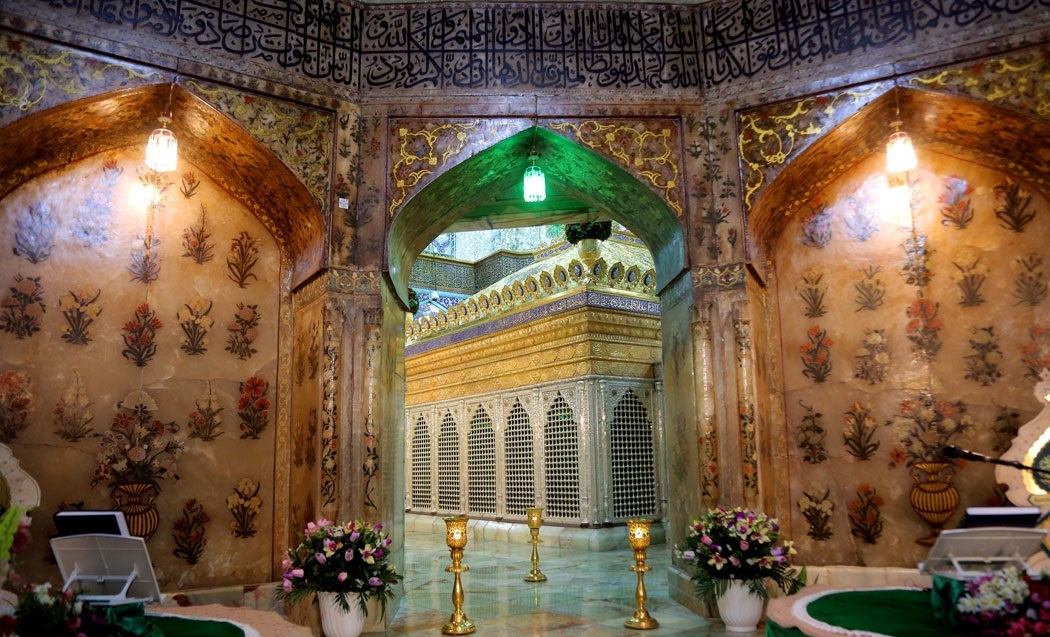